# Trolejbusy na Krymie

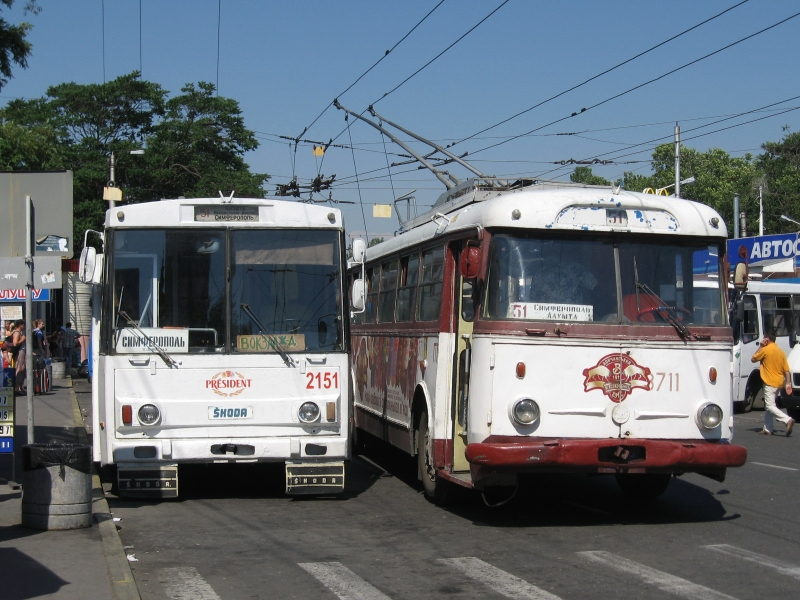
Trolejbusy linii międzymiastowych przed dworcem w Symferopolu

Trolejbusy na Krymie – systemy trolejbusowe działające na Półwyspie Krymskim. Należą do nich systemy w Sewastopolu i Kerczu oraz międzymiastowa sieć Krymskiego trolejbusu.

## Krymski trolejbus
Krymski trolejbus – sieć linii trolejbusowych, łączących miasta Symferopol, Ałusztę i Jałtę (ros. Крымский троллейбус, ukr. Кримський тролейбус), w skład której wchodzi najdłuższa linia trolejbusowa na świecie o długości 86 km.

### Charakterystyka sieci
Krymskie trolejbusy obsługują zarówno linie miejskie, jak i międzymiastowe; sieć łączy trzy większe miasta: Symferopol, Ałusztę i Jałtę. Zapewniają również komunikację z mniejszymi miejscowościami, takimi jak: Partenit, Artek, Gurzuf, Nikita i Massandra.
Przejechanie całej trasy międzymiastowej zajmuje ok. 2,5 godziny, jazda z Symferopolu do Ałuszty trwa o godzinę krócej. Podczas gdy pierwsza część linii przebiega przez Góry Krymskie, pokonując je na Przełęczy Angarskiej (Ангарський перевал) o wysokości 752 m n.p.m., druga część wiedzie wzdłuż Morza Czarnego równiną, między nadmorskimi ośrodkami letniskowymi.

### Historia

#### Symferopol

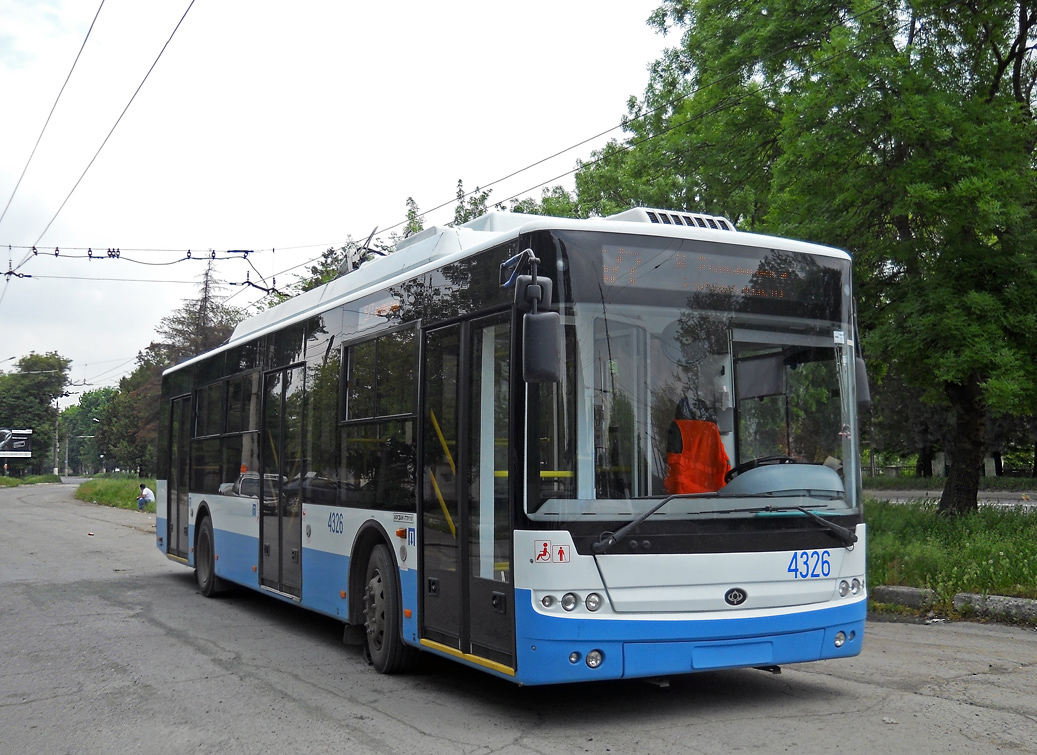
Trolejbus Bogdan T701.10 w Symferopolu

Istniejąca w Symferopolu w latach 50. XX w. sieć tramwajowa nie spełniała należycie swoich funkcji. Rozwiązaniem problemów komunikacyjnych miała być budowa sieci trolejbusowej. Pierwsze linie (wraz z jedną zajezdnią) uruchomiono 7 października 1959 roku. Były to odcinki dworzec kolejowy – Moskowskaja – Kujbyszewa – Marine i dworzec kolejowy – Sowietskaja – Kujbyszewa. Miejska sieć szybko się rozbudowywała. Następne linie oddano do eksploatacji w latach:
- 1962 (Sowietskaja – Centralnyj Rynok – Noworomanowka),
- 1963 (Moskowskaja – Krasnaja Gorka – Arabatskaja),
- 1964 (Kujbyszewa – prospekt Pobedy – Swodoba),
- 1965 (Arabatskaja – prospekt Pobedy),
- 1966 (linia podmiejska: dworzec kolejowy – lotnisko),
- 1968 (prospekt Pobedy – Krasnaja Gorka),
- 1969 (odgałęzienie z linii noworomanowskiej na lotnisko Zavodskoje).

Ten układ linii zachował się przez dłuższy czas. W związku z likwidacją sieci tramwajowej w 1970 roku, dawna zajezdnia tramwajowa została przekształcona w centralne warsztaty trolejbusowe.
Kolejne zmiany miały miejsce w latach 80. W 1981 r. wybudowano długą linię Centralnyj Rynok – Miejski Szpital. W 1983 roku oddano do użytku przedłużenie linii między przystankiem Swoboda a nową zajezdnią, również wtedy oddaną do użytku. Kolejną rozbudową było odgałęzienie od linii do szpitala na pętlę Rynok Balaklavskij (oddane do użytku w 2001 roku).

#### Ałuszta, Jałta i linia międzymiastowa

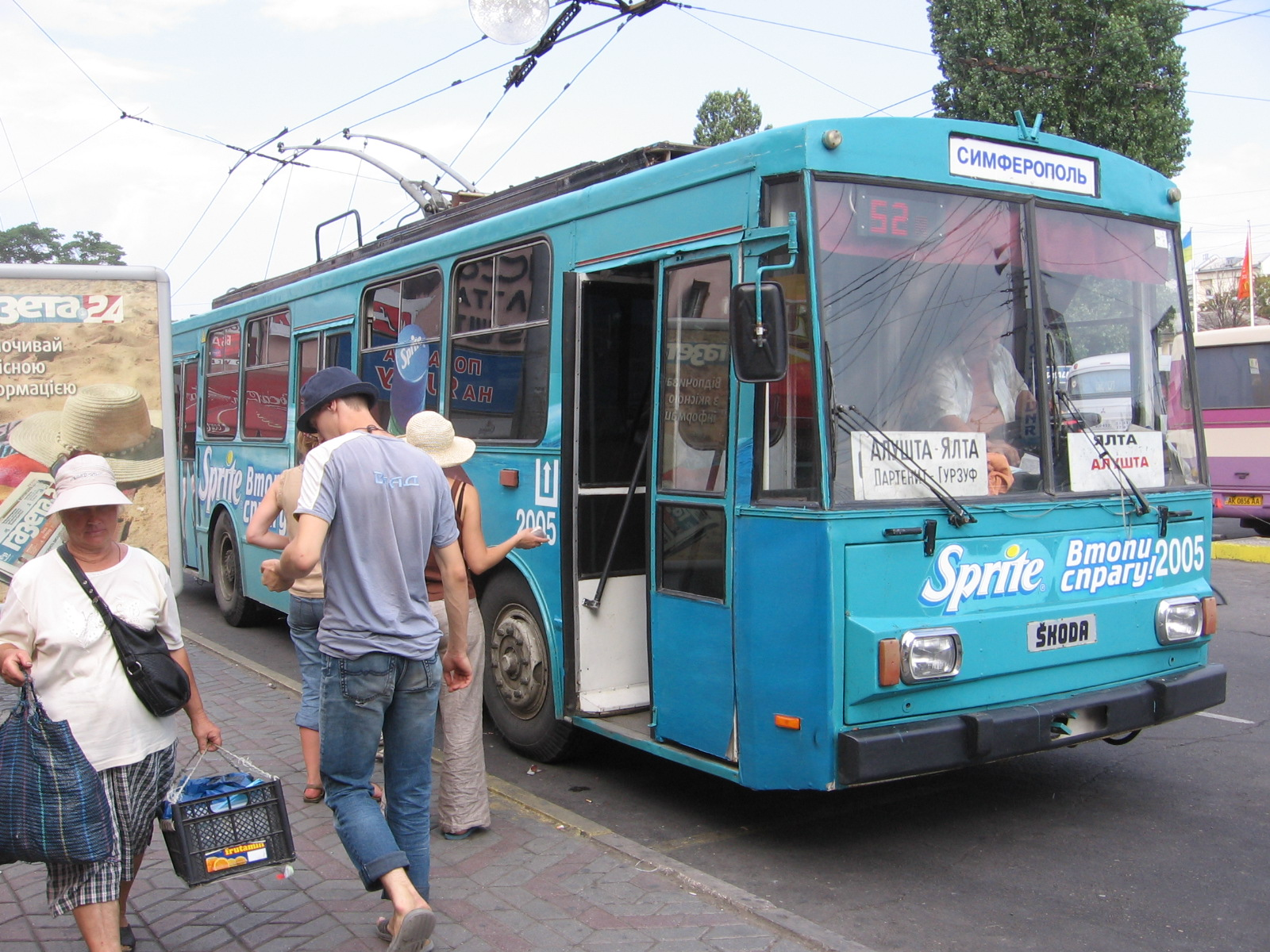
Trolejbus Škoda 14Tr na linii do Ałuszty i Jałty, czekający na pasażerów w Symferopolu

Międzymiastowa linia między Symferopolem a Ałusztą została oddana do eksploatacji 6 listopada 1959 roku, czyli miesiąc po oddaniu linii miejskich w Symferopolu. Na odcinku między dworcem w Symferopolu a przystankiem Marine (Мар'їне, tu kończy się linia miejska), trakcja biegnie podwójnie, ponieważ trolejbusy jadące w kierunku Ałuszty zatrzymują się tylko na wybranych przystankach.
Odcinek między Ałusztą a Jałtą został oddany do użytku 25 lipca 1961 roku. Kilka miesięcy wcześniej, 28 kwietnia 1961 roku, uruchomiono w Jałcie komunikację trolejbusową między dworcem trolejbusów a pętlą Krasnoarmejskaja.
Kolejne zmiany nastąpiły dopiero w roku 1992, kiedy oddano do użytku odcinek biegnący od linii międzymiastowej do wsi Krasnokamianka (Краснокам'янка), obsługiwany przez linię z Jałty (nr 60).
W 1993 roku oddano do użytku pierwszą linię miejską w Ałuszcie. Prowadzi od linii międzymiastowej na pętlę Raboczij Ugolok.
Lista przystanków na trasie Symferopol – Ałuszta – Jałta (linia 52): Symferopol (dworzec kolejowy) (Сімферополь (залізничний вокзал)) – Marine (Мар'їне) – Łozowe (Лозове) – Andrusowe (Андрусове) – Pionerske (Піонерське) – Dobre (Добре) – Zariczne (Зарічне) – Perewalne (Перевальне) – Sosniwka – Przełęcz Angarska (Ангарський перевал) – Luczyste (Лучисте) – Werchnia Kutozowka (Верхня Кутузовка) – Niżnia Kutozowka (Нижня Кутузовка) – Ałuszta (Алушта) – Łazurne (Лазурне) – Małyj Majak (Малий Маяк) – Kiparisne (Кипарисне) – Puszkine (Пушкіне) – Partenit – Zaprudne (Запрудне) – Artek (Артек) – Krasnokamianka (Краснокам'янка) – Gurzuf (Гурзуф) – Aj-Danil (Ай-Даніль) – Nikicki Ogród Botaniczny (Нікітський ботанічний сад) – Massandra (Масандра) – Jałta (Ялта).
Trasa pomiędzy Symferopolem a Jałtą o długości 86 km jest najdłuższą linią trolejbusową na świecie.

### Współczesność
Operatorem linii międzymiastowej oraz linii miejskich w Symferopolu jest przedsiębiorstwo Krymtrollejbus. Zaplecze stanowią cztery zajezdnie (trollejbusnyj park) – dwie z nich znajdują się w Symferopolu, a pozostałe dwie w Ałuszcie i w Jałcie. Dwa i pół tysiąca pracowników obsługuje 100 milionów podróżnych w ciągu roku.
Opłata za przejazd całej trasy wynosi 12 hrywien (ok. 1 EUR, 2010). Około 2000 roku pojawiła się konkurencja dla krymskich trolejbusów. Stanowią ją marszrutki, w których jednak opłata za przejazd jest wyższa (mniej więcej dwukrotnie).
Współcześnie (wrzesień 2007) trolejbusy obsługują 12 linii miejskich w Symferopolu, 3 linie w Ałuszcie, 3 w Jałcie i 5 linii międzymiastowych.

### Tabor
Początkowo sieć obsługiwały radzieckie trolejbusy MTB-82D i czechosłowackie Škoda 8Tr. W 1962 roku dostarczono po raz pierwszy trolejbusy Škoda 9Tr. W sumie było ich 580 sztuk, z których część jest eksploatowana współcześnie (2008).
Najnowocześniejszymi pojazdami są trolejbusy Škoda 14Tr z lat 80. XX w. (i ich wersja przegubowa 15Tr), pojawiły się też i inne pojazdy, jednak w mniejszych ilościach. Większość trolejbusów obsługujących linię międzymiastową była specjalnie przebudowana do obsługi długich tras, natomiast pojazdy eksploatowane na liniach miejskich nie były zmieniane.
W 1999 roku we wszystkich zajezdniach znajdowało się ok. 400 trolejbusów, były to prawie wyłącznie Škody 9Tr i 14Tr. Oprócz nich były to również przegubowe trolejbusy Škoda 15Tr (z dostawy w roku 1990) oraz ZiU-10 i JuMZ-T1. Począwszy od 2010 rozpoczęto dostawy nowych trolejbusów typu Bogdan T701.15 i Bogdan T701.10 łącznie do lutego 2011 dostarczono ponad 60 trolejbusów tych typów.

## Trolejbusy w Sewastopolu
Trolejbusy w Sewastopolu – sieć trolejbusowa działająca w Sewastopolu, w jej skład wchodzi 19 linii.

## Trolejbusy w Kerczu
Trolejbusy w Kerczu – sieć trolejbusowa działająca w Kerczu. Pierwsze projekty budowy sieci pojawiły się w roku 1977, jednak m.in. z powodu problemów finansowych dopiero w 1991 roku wybudowano zajezdnię. 18 września 2004 otwarto linię o długości 6,6 km, obsługiwaną przez 10 trolejbusów JuMZ-T2.